# مگی حسن
مگی حسن (به انگلیسی: Maggie Hassan) فرماندار ایالت نیوهمپشر از حزب دموکرات ایالات متحده آمریکا بود که در تاریخ ۳ ژانویه ۲۰۱۳ میلادی به عنوان فرماندار انتخاب شد و تا ۲ ژانویه ۲۰۱۷ در این سمت باقی ماند.